# Пептидний зв'язок

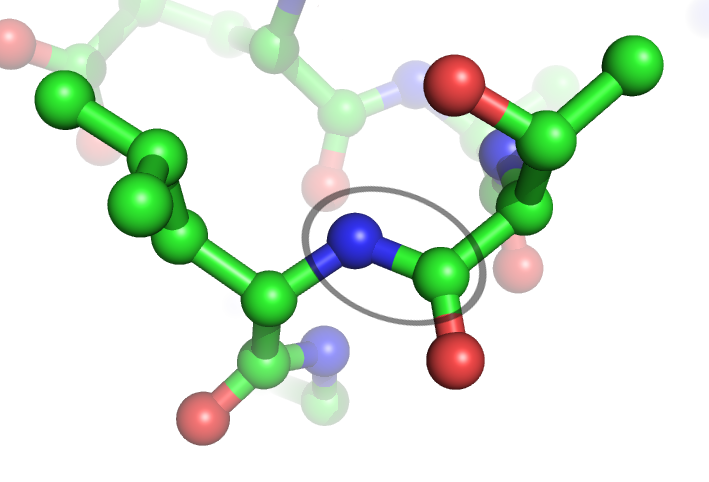
Стрижнево-кулькова модель будови пептидного зв'язку між лейцином і треоніном у складі пептиду

Стрижнево-кулькова модель будови пептидної групи у транс-конформації

Пепти́дний зв'язок — хімічний зв'язок, що виникає між двома молекулами внаслідок реакції конденсації між карбоксильною групою (-СООН) однієї і аміногрупою (-NH2) іншої, при цьому виділяється одна молекула води (H2O).

## Загальний опис
Амідний зв'язок у молекулах білків, що утворився при взаємодії карбоксильної групи однієї амінокислоти з α-аміногрупою іншої (з вилученням води), ∼CO–NHCHR∼ . р-Електрони атомів N, C та O кон'юговані в таких зв'язках, тому обертання навколо зв'язку С–N загальмоване, i він має частково двозв'язний характер (довжина зв'язку 132 пм), а кетоімідна ланка в цілому копланарна разом із замісниками при атомах N й C (з точністю до кількох градусів). При тому в білках спостерігається транс-конфігурація пептидної групи (атом H аміногрупи й група R переважно знаходяться відносно карбонільного атома O у транс-положенні, R вільно обертається).
Молекула, що містить пептидний зв'язок називається амідом. Чотирьохатомна функціональна група -C(=O)NH- називається амідною групою або, коли мова йде про білки, пептидною.
Пептидні зв'язки найчастіше зустрічаються у природі у складі пептидів і білків, де вони сполучають між собою залишки амінокислот. Пепдидні зв'язки також є основою пептидної нуклеїнової кислоти (ПНА). Поліаміди, такі як нейлон і арамід, — синтетичні молекули (полімери), які також містять пептидні зв'язки.

## Утворення пептидного зв'язку
Пептидний зв'язок утворюється внаслідок реакції конденсації між карбоксильною і аміногрупою. При цьому аміногрупа відіграє роль нуклеофіла, заміщуючи гідроксил карбоксильної групи:
Оскільки -OH є поганою відхідною групою, описана реакція конденсації протікає дуже важко. Зворотна реакція — руйнування пептидного зв'язку — називається реакцією гідролізу. За стандартних умов рівновага заміщена саме у сторону гідролізу і утворення вільних амінокислот (чи інших мономерних одиниць). Отже пептидний зв'язок метастабільний, попри те, що при його гідролізі виділяється близько 10 кДж/моль енергії, цей процес без наявності каталізатора гідролізу протікає надзвичайно повільно: час життя пептиду у водному розчині становить близько 1000 років. У живих організмах, реакції гідролізу прискорюються ферментами.
Реакція конденсації, внаслідок якої відбувається формування пептидного зв'язку, потребує вкладу вільної енергії. Як у хімічному синтезі, так і в біосинтезі білків, це забезпечується активацією карбоксильних груп, внаслідок чого відходження гідроксильної групи полегшується.

## Резонансні форми пептидної групи

Фрагмент пептидного ланцюга. Кожна пептидна група має планарну структуру, обертання можливе тільки навколо зв'язків С—С_{α} і N—С_{α}

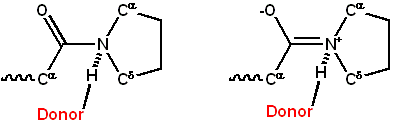
Утворення водневого зв'язку з донором приводить до переваги одиничної резонансної форми (ліворуч) порівняно з подвійною (праворуч).

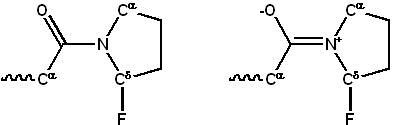
Негативний замінник біля азоту амідної групи приводить до переваги одиничної резонансної форми (ліворуч) порівняно з подвійною (праворуч).

У 1930—1940-их роках Лайнус Полінг і Роберт Корі проводили рентгеноструктурний аналіз кількох амінокислот і дипептидів. Їм вдалось встановити, що пептидна група має жорстку планарну структуру, шість атомів лежать в одній площині: α-атом карбону і C=O група першої амінокислоти і N—H група і α-атом карбону другої амінокислоти. Полінг пояснив це існуванням двох резонансних форм пептидної групи, на що вказувала менша довжина C—N зв'язку у пептидній групі (133 пм), ніж того ж зв'язку у простих амінах (149 пм). Отже внаслідок часткового розділення електронної пари між карбонільним оксигеном і амідним нітрогеном, пептидний зв'язок на 40 % має властивості подвійного:
У пептидній групі обертання навколо C—N зв'язку не відбувається внаслідок його часткової подвійності. Обертання дозволене тільки навколо зв'язків С—Сα і N—Сα. Внаслідок цього остов пептиду може бути представлений як серія площин, розділених спільними точками обертання (Сα атоми). Така структура обмежує кількість можливих конформацій пептидних ланцюгів.
Окрім того, ефект резонансу стабілізує групу додаючи енергію приблизно 84 ккал/моль, що робить її менш хімічно активною, ніж багато подібних груп (наприклад естерів). Ця група незаряджена за фізіологічних значень pH, але внаслідок існування двох резонансних форм карбонільний оксиген несе частковий негативний заряд, а амідний нітроген — частковий позитивний. Таким чином виникає диполь із дипольним моментом, близько 3,5 Дебай (0,7 електрон-ангстреми). Ці дипольні моменти можуть орієнтуватися паралельно в певних типах вторинної структури (наприклад α-спіралі).

## Стереоізомерія

### Можливі конфігурації

Транс- і цис-конфігурації пептидного зв'язку

Для планарного пептидного зв'язку можливі дві конфігурації: у транс-конфігурації α-атоми карбону і бічні ланцюги розташовані по різні сторони пептидного зв'язку, в той час як у цис-конфігурації — з однієї і тої ж. Транс-форма пептидних зв'язків є значно більш поширеною ніж цис- (трапляється у 99,6 % випадків), через те, що в останньому випадку велика імовірність просторового зіткнення між бічними групами амінокислот: Винятком є амінокислота пролін, якщо вона з'єднана через аміногрупу з якою-небудь іншою амінокислотою. Пролін — єдина із протеїногенних амінокислот, що містить біля Cα не первинну, а вторинну аміногрупу. У ній атом Нітрогену зв'язаний із двома атомами Карбону, а не з одним, як у решти амінокислот. У проліну, що включений у пептид, замісники при атомі Нітрогену відрізняються не так сильно, як у інших амінокислот. Тому різниця між транс- і цис-конфігураціями дуже незначна і жодна з них не має енергетичної переваги.

### Можливі конформації

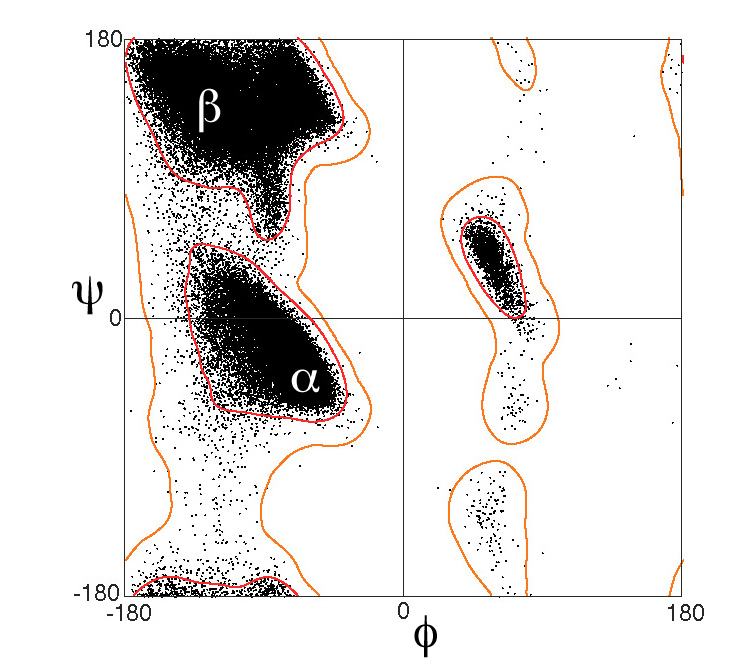
«Діаграма Рамахандрана» для загального випадку (не беручи до уваги проліну і гліцину), що відображає можливі значення кутів φ і ψ, які визначають конформацію пептидного остову. Позначені ділянки, що зображають α-спіраль і β-складчасту структуру

Конформація пептиду визначається трьома торсійними кутами, що відображають обертання навколо трьох послідовних зв'язків у пептидному остові: ψ (псі) — навколо Cα1—С, ω (омега) — навколо С—N, і φ (фі) — навколо N—Сα2.
Як вже згадувалось обертання навколо власне пептидного зв'язку не відбувається, тому ω кут завжди має значення бл. 180° у транс-конфігурації і 0° у значно більш рідкісній цис-конфігурації.
Оскільки зв'язки N—Сα2 та Cα1—С по дві сторони від пептидного є звичайними одинарними зв'язками, обертання навколо них є необмеженим, внаслідок чого пептидні ланцюги можуть приймати різні просторові конформації. Проте можливі не всі комбінації торсійних кутів, при деяких із них відбувається просторове зіткнення атомів. Дозволені значення візуалізують на двомірному графіку, що називається діаграмою Рамахандрана.

## Методи визначення
Пептидна група має характерну смугу поглинання у діапазоні 190—230 нм.
Якісною реакцією на пептидний зв'язок є біуретова реакція із концентрованим розчином купрум (II) сульфату (CuSO4) у лужному середовищі. Продуктом є комплекс синьо-фіолетового забарвлення між атомом купруму і атомами нітрогену.
Біуретова реакція може бути використана для колориметричного вимірювання концентрації білків і пептидів, проте через низьку чутливість цього методу значно частіше використовують його модифікації. Однією із таких модифікацій є метод Лоурі, в якому біуретова реакція поєднується із окисненням залишків ароматичних амінокислот.